# 水星の植民

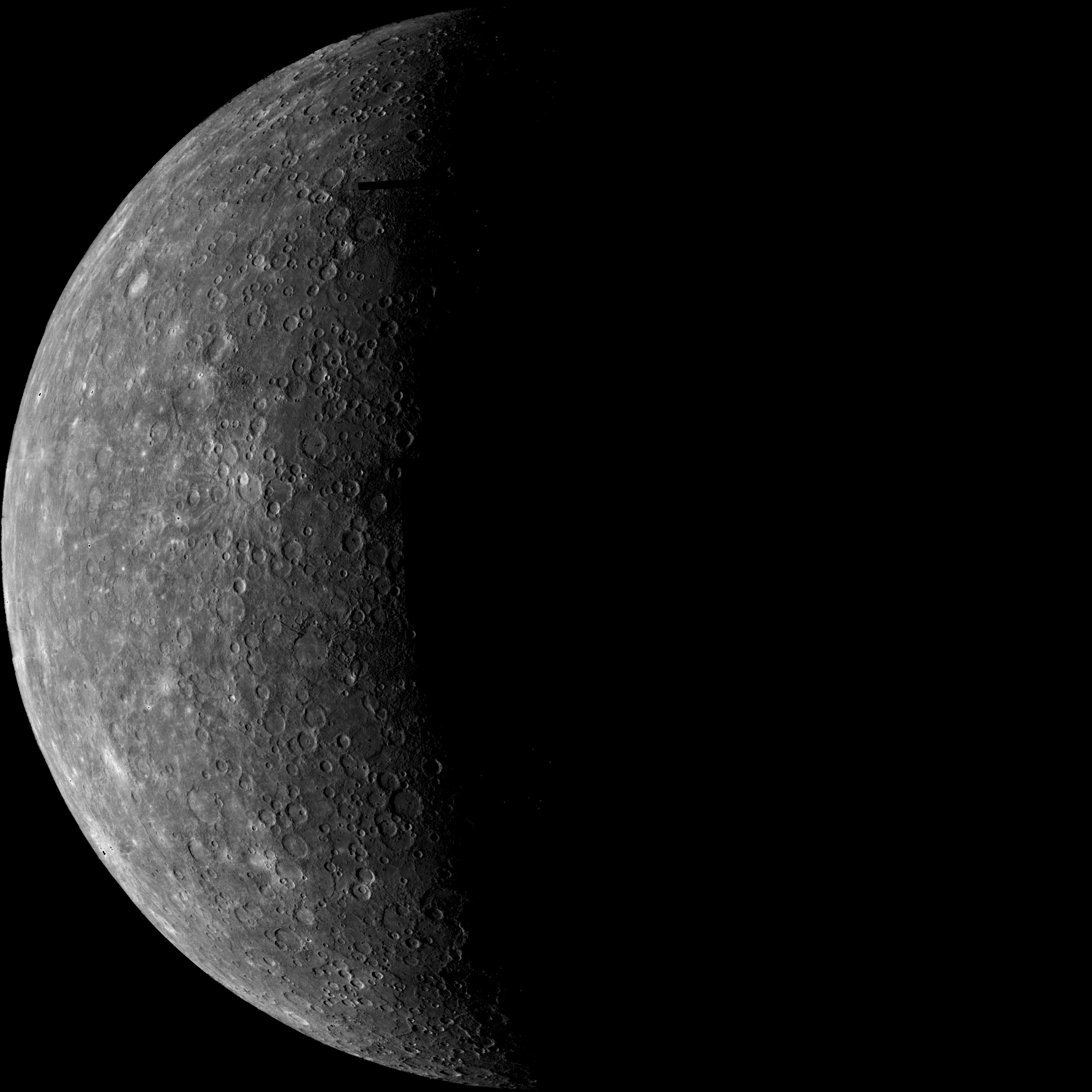
水星

水星の植民（すいせいのしょくみん）は、人類が水星へ移住し、水星の環境の中で生活基盤を形成すること。宇宙移民の構想の一つ。水星は、内部太陽系で宇宙移民が可能な目的地の一つとして、火星や金星、月、小惑星帯とともに提案されている。とはいえ、そこでの植民は、惑星上の昼間の極端な温度のため、極地域に限られたものとなる。

## 利点

### 極クレーターの氷

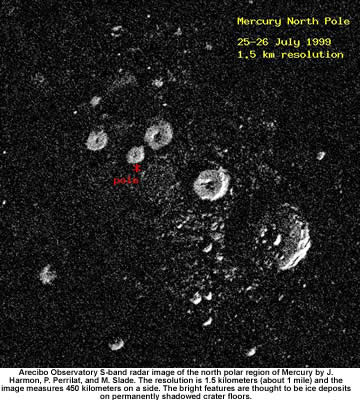
水星の北極

太陽に最も近い惑星であるため、水星の表面温度は400℃という鉛を融かすのに十分なほどの暑さに達する。しかしながら、極地域の温度ははるかに低く、永遠に影となるクレーターには氷の堆積物でさえ存在する可能性がある。

### 太陽エネルギー
太陽へ最も近い惑星であるため、水星は膨大な量の太陽エネルギーを利用できる。そこでの太陽定数は9.13kW/m2で、地球や月での6.5倍に上る。その軌道と比べて自転軸の傾斜が低い（約0.01°）ので、月と同じく水星にも「永遠の陽射し」(PEL)と呼ばれる、極の高所で太陽からの絶え間ない放射に晒される場所が存在する可能性がある。もし存在していないとしても、この傾斜であれば人工的に建設することも可能である。

### 貴重な資源
水星の土には、綺麗な核融合の燃料として重要で将来の太陽系の経済の鍵となると思われる、大量のヘリウム3が含まれているのではないかという予測がある。また、その構造から、鉱業に利用できる重要な高価値の鉱石があることも期待される。

### 大きな重力
水星は月より大きく（水星は直径4879km、月は3476km）、鉄のコアのせいで高い密度も持っている。その結果、水星の表面重力は0.377gで月（0.1654g）より大きく、火星の表面重力と同じぐらいである。長期にわたり低重力に晒されることにより人間の健康に問題があることが判っているため、この観点からは、水星は長期間の人間の居住地として月よりはよい。

## 欠点
大気の欠如、太陽への近さ(約0.39AU)、太陽日（176地球日）の長さなどが将来、開拓者の重要な課題になると思われる。
マリナー10号は、金星による重力アシストを使う軌道を使用して水星に到達した。